# Josip Colina
Josip Colina (Zenica, 8 novembre 1980) è un ex calciatore bosniaco con cittadinanza svizzera, di ruolo difensore.

## Carriera
Cresce nelle giovanili del Nordstern, per poi passare a quelle del Basilea, club con cui esordisce in Lega Nazionale A, disputando 2 gare.
Nel 2000 passa al Wangen bei Olten in Lega Nazionale B.
Nel 2001 si trasferisce al Concordia Basilea. Vi resta 6 stagioni, escluso il prestito di 6 mesi al Varese in Serie C1.
Nel 2007 viene acquistato dal Grasshopper, disputando 4 campionati in Super League svizzera.
Il 23 agosto 2011 il Lugano comunica l'acquisto del giocatore in prestito annuale..

## Statistiche

### Presenze e reti nei club
Statistiche aggiornate al 24 agosto 2011.
| Stagione               | Squadra                | Campionato             | Campionato | Campionato | Coppe nazionali | Coppe nazionali | Coppe nazionali | Coppe continentali | Coppe continentali | Coppe continentali | Altre coppe | Altre coppe | Altre coppe | Totale | Totale |
| Stagione               | Squadra                | Comp                   | Pres       | Reti       | Comp            | Pres            | Reti            | Comp               | Pres               | Reti               | Comp        | Pres        | Reti        | Pres   | Reti   |
| ---------------------- | ---------------------- | ---------------------- | ---------- | ---------- | --------------- | --------------- | --------------- | ------------------ | ------------------ | ------------------ | ----------- | ----------- | ----------- | ------ | ------ |
| 1998-1999              | Basilea                | LNA                    | 2          | 0          | -               | -               | -               | -                  | -                  | -                  | -           | -           | -           | 2      | 0      |
| 2000-2001              | Wangen bei Olten       | LNB                    | 30         | 0          | -               | -               | -               | -                  | -                  | -                  | -           | -           | -           | 30     | 0      |
| 2001-2002              | Concordia Basilea      | LNB                    | 4          | 0          | -               | -               | -               | -                  | -                  | -                  | -           | -           | -           | 4      | 0      |
| 2001-2002              | Varese                 | C1                     | 1          | 0          | -               | -               | -               | -                  | -                  | -                  | -           | -           | -           | 1      | 0      |
| 2002-2003              | Concordia Basilea      | LNB                    | 11         | 0          | -               | -               | -               | -                  | -                  | -                  | -           | -           | -           | 11     | 0      |
| 2003-2004              | Concordia Basilea      | CL                     | 24         | 0          | -               | -               | -               | -                  | -                  | -                  | -           | -           | -           | 24     | 0      |
| 2004-2005              | Concordia Basilea      | CL                     | 30         | 4          | -               | -               | -               | -                  | -                  | -                  | -           | -           | -           | 30     | 4      |
| 2005-2006              | Concordia Basilea      | CL                     | 27         | 6          | -               | -               | -               | -                  | -                  | -                  | -           | -           | -           | 27     | 6      |
| 2006-2007              | Concordia Basilea      | CL                     | 26         | 5          | -               | -               | -               | -                  | -                  | -                  | -           | -           | -           | 26     | 5      |
| Totale Concordia       | Totale Concordia       | Totale Concordia       | 122        | 15         | -               | -               | -               | -                  | -                  | -                  | -           | -           | -           | 122    | 15     |
| 2007-2008              | Grasshopper U21        | PL                     | 4          | 0          | -               | -               | -               | -                  | -                  | -                  | -           | -           | -           | 4      | 0      |
| 2007-2008              | Grasshopper            | SL                     | 19         | 0          | CS              | 1               | 0               | -                  | -                  | -                  | -           | -           | -           | 20     | 0      |
| 2008-2009              | Grasshopper U21        | PL                     | 1          | 0          | -               | -               | -               | -                  | -                  | -                  | -           | -           | -           | 1      | 0      |
| Totale Grasshopper U21 | Totale Grasshopper U21 | Totale Grasshopper U21 | 5          | 0          | -               | -               | -               | -                  | -                  | -                  | -           | -           | -           | 5      | 0      |
| 2008-2009              | Grasshopper            | SL                     | 34         | 0          | CS              | 3               | 0               | CI+CU              | 4+2                | 0                  | -           | -           | -           | 43     | 0      |
| 2009-2010              | Grasshopper            | SL                     | 23         | 1          | CS              | 2               | 0               | -                  | -                  | -                  | -           | -           | -           | 25     | 1      |
| 2010-2011              | Grasshopper            | SL                     | 26         | 0          | CS              | 3               | 0               | EL                 | 1                  | 0                  | -           | -           | -           | 30     | 0      |
| Totale Grasshopper     | Totale Grasshopper     | Totale Grasshopper     | 102        | 1          | -               | 9               | 0               | -                  | 7                  | 0                  | -           | -           | -           | 118    | 1      |
| 2011-2012              | Lugano                 | CL                     | -          | -          | CS              | -               | -               | -                  | -                  | -                  | -           | -           | -           | -      | -      |
| Totale Carriera        | Totale Carriera        | Totale Carriera        | 262        | 16         | -               | 9               | 0               | -                  | 7                  | 0                  | -           | -           | -           | 278    | 16     |